# Cabriès
Cabriès är en kommun i departementet Bouches-du-Rhône i regionen Provence-Alpes-Côte d'Azur i sydöstra Frankrike. Kommunen ligger  i kantonen Les Pennes-Mirabeau som ligger i arrondissementet Aix-en-Provence. År 2022 hade Cabriès 10 143 invånare.

## Befolkningsutveckling
Antalet invånare i kommunen Cabriès
Referens:INSEE